# Enerhija Nowa Kachowka
Enerhija Nowa Kachowka (ukr. Футбольний клуб «Енергія» Нова Каховка, Futbolnyj Kłub "Enerhija" Nowa Kachowka) – ukraiński klub piłkarski z siedzibą w Nowej Kachowce, w obwodzie chersońskim. 

## Historia
Chronologia nazw:
- 1952—...: Enerhija Nowa Kachowka (ukr. «Енергія» Нова Каховка)

Drużyna piłkarska Enerhija została założona w mieście Nowa Kachowka w 1952 i reprezentowała miejscową Elektrownię Wodną na Dnieprze. Zespół brał udział w rozrywkach piłkarskich obwodu chersońskiego oraz Ukraińskiej SRR. Wielokrotnie zdobywał mistrzostwo i Puchar obwodu.
Również występował w Mistrzostwach Ukraińskiej SRR spośród zespołów kultury fizycznej. 
Obecnie występuje w rozgrywkach Druhiej-lihi

## Sukcesy
- Mistrz Ukraińskiej SRR spośród zespołów kultury fizycznej:

1964, 1972
- Zdobywca Pucharu Ukraińskiej SRR:

1979, 1982
- Finalista Pucharu Ukraińskiej SRR:

1980, 1983

## Trenerzy
- 2008–14.06.2012:  Serhij Szewcow
- 07.2012–05.2015:  Jurij Okuł
- 06.2015–08.2015:  Pawło Matwejczenko
- 09.2015–12.2015:  Jurij Smahin
- 02.2016–...:  Ołeh Fedorczuk

## Inne
- Krystał Chersoń